# Slotemaker de Bruïne Instituut
Het Slotemaker de Bruïne Instituut, afgekort SBI, is een Nederlands trainings- en opleidingsinstituut. Het werd in 1961 opgericht door het Christelijk Nationaal Vakverbond.
Het instituut biedt trainingen en workshops aan op de terreinen medezeggenschap, personeelsbeleid, Arbowetgeving en organisatiekunde. Het wordt vaak ingeschakeld om leden van ondernemingsraden te trainen en kan ook adviezen bieden aan ondernemingsraden die met een probleem zitten. Ook organiseert het SBI conferenties over actuele thema's.
CNV en SBI financieren gezamenlijk een bijzonder hoogleraarschap ‘Christelijk-sociaal denken over Economie en Maatschappij’ aan de Vrije Universiteit Amsterdam. Sinds 2005 wordt deze leerstoel bekleed door Jan Jacob van Dijk.

## Geschiedenis
In 1961 begon het instituut als de Vereniging J.R. Slotemaker de Bruïne als zelfstandige afdeling binnen het CNV, dat op die manier het vormings- en scholingswerk wilde bundelen. In 1971 werd de vereniging omgezet in een stichting en kwam de afkorting SBI in zwang.
In 1974 kocht het SBI het landgoed Zonheuvel in Doorn. Op het landgoed bevindt zich een kasteel, het Maarten Maartenshuis, met een bijbehorend koetshuis, een hotel en een conferentiecentrum. Daar vinden de meeste evenementen van het SBI plaats.

## De naamgever
Jan Rudolph Slotemaker de Bruïne, de naamgever van het instituut, was aanvankelijk predikant en hoogleraar aan de theologische faculteit van de Universiteit Utrecht. Later werd hij afwisselend lid van de Eerste en de Tweede Kamer namens de Christelijk-Historische Unie. Tussen 1926 en 1929 was hij minister van Arbeid, Handel en Nijverheid en tussen 1933 en 1935 minister van Sociale Zaken. Hij was betrokken bij het Christelijk Nationaal Vakverbond en werkte mee aan vormingscursussen van die organisatie. Ook publiceerde hij veel over het sociale vraagstuk. Hij was onder andere betrokken bij:
- de totstandkoming van de Ziektewet;
- een wijziging van de Ongevallenwet;
- de totstandkoming van de Huisarbeidswet;
- de totstandkoming van de Veiligheidswet.